# Ponte di Échallod
Il ponte di Échallod è un ponte ad arco costruito sulla Dora Baltea presso Échallod, nel comune di Arnad in Valle d'Aosta.

## Storia

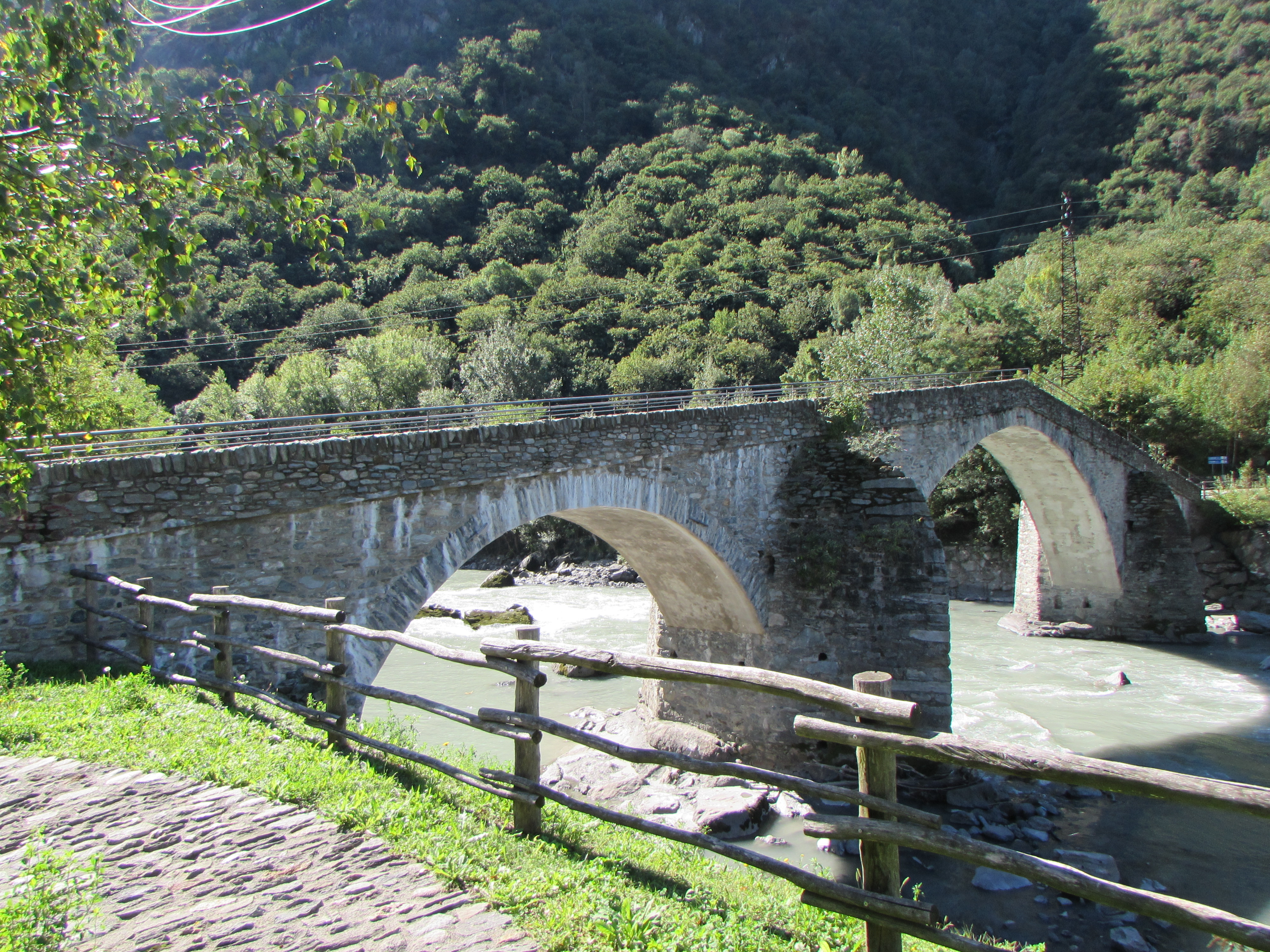
Veduta dalla riva sinistra

Il ponte venne costruito tra il 1770 e il 1776, venendo restaurato a più riprese nel corso dei secoli.

## Descrizione
Il ponte presenta una struttura simmetrica a schiena d’asino e poggia su tre arcate sostenute da robusti contrafforti. Sulla spalla destra si trova un'edicola eretta a protezione dei viandanti.